# Časová pásma ve Federativních státech Mikronésie

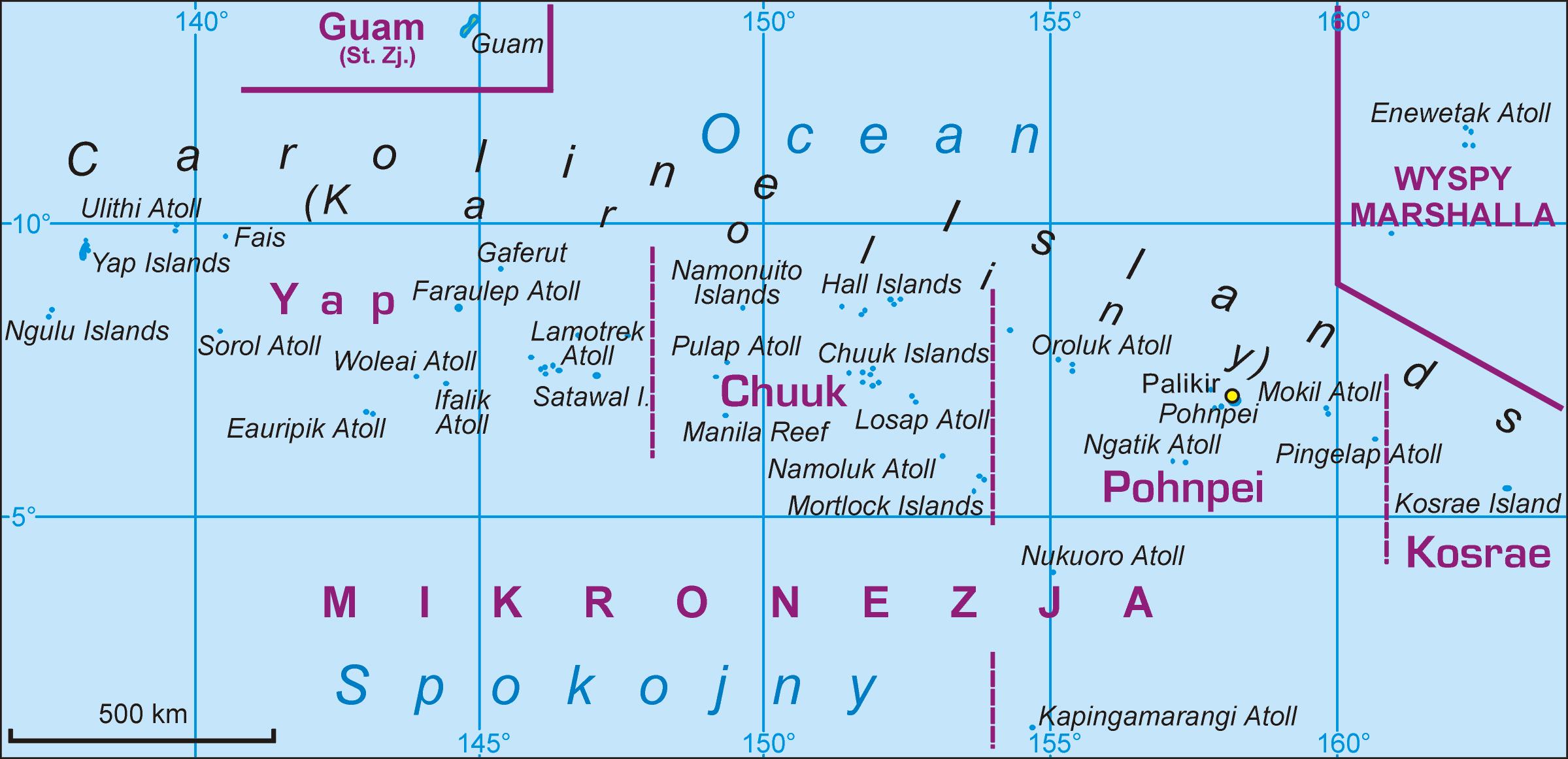
Politické rozdělení ostrovních států

Časová pásma ve Federativních státech Mikronésie pokrývají od nejvýchodnějšího ostrova (Kosrae) k nejzápadnějšímu (Ngulu) délkový rozsah 25°22', což odpovídá časovému rozdílu 1,69 hodiny, který je rozdělen do dvou standardních časových pásem. Sezónní změna času není zavedena.

## Standardizovaný čas
Čas je ve Federativních státech Mikronésie regulován jednotlivými federálními státy. Platí zde tak dvě časová pásma UTC+10:00 a UTC+11:00.
Přehled území a na nich standardizovaných časů je v tabulce níže.
| Standardní čas | Stát             | Odkaz       |
| -------------- | ---------------- | ----------- |
| UTC+10:00      | Chuuk, Yap       | [ 2 ] [ 3 ] |
| UTC+11:00      | Kosrae, Pohnpei, | [ 2 ]       |

### Hranice
Hranice mezi zónami jsou přirozené, protože jsou odděleny mořem.

## Historie
Po získání ostrovů zavedla německá správa časová pásma od 1. ledna 1901. Platily zde dva časy GMT+10 a GMT+11. Po vypuknutí první světové války byl od 1. října 1914 zaveden jednotný čas GMT+9. Japonská svěřenecká správa se v roce 1919 vrátila k předválečnému stavu, ale roku 1937 zavedla na ostrovech opět jednotný čas, a to GMT+10. Z důvodu efektivity vojenských operací posunuli Japonci v roce 1941 hodiny na japonský standardní čas GMT+9. Návrat k původním časovým pásmům nastal za americké správy v roce 1945.